# Гарашов, Талех Азай оглы
Талех Азай оглы Гарашов (азерб. Taleh Azay oğlu Qaraşov; род. 20 мая 1959, Пиракоча, Кюрдамирский район) — азербайджанский государственный деятель. Глава исполнительной власти г. Ленкорань и Ленкоранского района (с 2012).

## Биография
Родился 20 мая 1959 года в с. Пиракоча Кюрдамирского района. В 1981 году окончил Азербайджанский инженерно-строительный институт. 
В 1987 году окончил Бакинский институт социального управления и политологии.
С 1981 по 1982 год являлся инженером треста №4 «Ширванмелиоводострой» Кюрдамирского района.
С 1982 по 1983 год — инструктор Кюрдамирского районного комитета Коммунистической партии Азербайджана.
С 1983 по 1986 — первый секретарь комсомольского комитета Кюрдамирского района.
С 1986 по 1991 — начальник отдела Кюрдамирского районного комитета Коммунистической партии Азербайджана.
С 1991 по 19916 год являлся заместителем главы исполнительной власти Кюрдамирского района.
Глава исполнительной власти Кюрдамирского района (1996 — 8 мая 2002).
Глава исполнительной власти Джалильабадского района (8 мая 2002 — 8 августа 2006).
Глава исполнительной власти Нефтечалинского района (8 августа 2006 — 26 апреля 2011).
Глава исполнительной власти Астаринского района (26 апреля 2011 — 14 апреля 2012).
Глава исполнительной власти г. Ленкорань и Ленкоранского района (с 14 апреля 2012).

## Награды
- Орден «За службу Отечеству» II степени (18 мая 2019, за активное участие в общественно-политической жизни Азербайджана)[9]